# امپراتور ژائو هان
امپراتور ژائو هان یکی از فرمانروایان دودمان هان از ۸۷ تا ۷۴ پیش از میلاد مسیح بود. امپراتور ژائو کوچکترین فرزند امپراتور وو بود. در همان زمان که او به دنیا آمد، امپراتور وو ۶۲ ساله بود. هنگامی نیز که امپراتور ژائو بر تخت حکومت نشست، تنها ۷ سال داشت و تا ۱۳ سال بعد سلطنت کرد و سرانجام زمانی که ۲۰ سال داشت، درگذشت او در طول دوره حکومتش همیشه به صدراعظم قدرتمند و وفادار خود به نام هئو گوانگ که قدرت غالب و واقعی را در دست داشت بسیار نزدیک بود و به او اعتماد می کرد و برای همین یک نوع عروسک در دستان هئو گوانگ بود.

## اقدامات
امپراتور وو قلمرو وسیع و سیستم دولتی نیرومندی را پس از مرگش به جای گذاشت. امپراتور ژائو و صدراعظم و نایب السلطنه اش، هئو گوانگ، این وضعیت را حفظ کردند و در تمام دورهٔ ریاست و فرمانروایی آنان، صلح و آرامش در امپراتوری برقرار بود.